# Andrea Maturana
Andrea Maturana (Santiago, 11 de abril de 1969) es una escritora chilena.

## Biografía
Hija del pintor Draco Maturana (Isaac Rogelio Maturana Romesín, también ingeniero y psicólogo, hermano mayor del Premio Nacional de Ciencias 1994 Humberto Maturana) y de la psicoanalista y médico cirujano Eva Reichenstein Feilgut, Andrea comienza a escribir cuentos en su adolescencia y ya a los 20 años forma parte de la antología Brevísima relación del cuento breve en Chile. Antes sus cuentos habían aparecido en antologías de concursos en los que había participado.
Estudió biología en la Universidad Católica de Chile y paralelamente participó en el taller literario de Pía Barros (1987-89) y, más tarde, en el de Antonio Skármeta y Marco Antonio de la Parra. Trabajó en su especialidad en un laboratorio, pero después abandonó la ciencia.
/
A los 23 años publicó su primer libro de cuentos —(Des)Encuentros (des)esperados—, compuesto de 13 relatos cargados de erotismo. De la Parra, en el epílogo al libro, señala que "su originalidad es sorprendente" y "su fuerza como narradora se impone de inmediato".
Su primera novela, El daño, tuvo un gran éxito en Chile, y le llovieron los elogios por parte de la crítica, pero luego vino un periodo de cinco años de cuasisilencio, que fue interrumpido solo por dos libros infantiles. Como explica ella misma, “No escribí casi nada. Estaba siendo mamá, yo creo”.
Su libro de cuentos No decir "explora la intimidad de la sociedad chilena contemporánea con sus miserias y sus silencios".
Maturana ha colaborado en diferentes suplementos del diario El Mercurio, como Zona de Contacto, Wikén y Ya; ha dirigido talleres literarios (entre 1992 y 1998) y realizado traducciones para la Editorial Andrés Bello y TESAM-RADIAN, S.A. También ha escrito guiones para la televisión, como para la serie documental Disfrute Chile (Nueva Imagen Producciones) o el programa Cinevideo.
Sobre sus referentes, Maturana dice: "Hay muchos, en diversos momentos de mi vida. Cortázar como cuentista, sin duda. Algo del ahorro de recursos de Banana Yoshimoto, las ganas de escribir como John Irving o una novela ácida como las de Amelie Nothomb. Alguna vez estuve obsesionada con Thomas Bernhard.
Tiene dos hijas; vive fuera de Santiago (se fue por considerar que vivir allí era un "infanticidio"), primero lo hizo en Reñaca y después se instaló en Limache, donde dirige talleres de meditación Shambhala. "Andrea vivía con su marido músico israelí y sus dos hijas en una zona boscosa de Reñaca. Reconoce que nunca enganchó mucho con la sociedad viñamarina, pero que vivir en Limache tampoco estaba entre sus planes. Todo cambió cuando su hija mayor, Eva, empezó a sufrir de un estrés galopante debido a las presiones del colegio al que iba. En ese momento, varias personas le comentaron a Andrea que en Limache se había instalado un colegio Waldorf. Matricularon a Eva de un día para otro. Durante varios meses, todas las mañanas emprendían viaje desde Reñaca a Limache, hasta que compraron la casa y se mudaron definitivamente. Su marido, que trabaja en el Instituto de Música de la Universidad Católica de Valparaíso, viaja en metrotrén los 40 minutos que demora el viaje, y ella, que trabaja desde la casa, dedica gran parte de su tiempo a sus dos hijas", explicaba la decisión de Maturana la periodista Pilar Navarrete a fines de 2013 en la revista Ya.

## Obras
- (Des)encuentros (des)esperados, 13 cuentos, Editorial Los Andes, Santiago, 1992; reeditados en 2000 por Alfaguara con un cuento más. Contenido del libro: Doble Antonia; Roce 1; Roce 2; Roce 3; Maletas; Piernabulario; Cita; Como en el teatro; Confesión; Del boceto; Alter ego; Viernes de laboratorio y Yo a las mujeres me las imaginaba bonitas. Epílogo de Marco Antonio de la Parra. A la edición de 2000 se le agregó el cuento Verde en el borde.
- El daño, novela, Alfaguara, 1997; traducida al holandés por Arena Publisher en 1999; reeditada por Alfaguara en España en 2000
- No decir, Alfaguara 2006; contiene 12 cuentos:
  - Partículas de sol; Interiores; Caperucita roja y los perros; Afuera y en ropa interior; Lo mismo de siempre; Solo; Las cosas como son; Ser ellos; Al fondo del patio; Las dos vidas de Perrito; Enfermedad mortal y No decir

### Literatura infantil
- La isla de las langostas, Editorial Cidcli, México, 1997 (reeditada por Alfaguara Infantil, Santiago, 2011)
- Eva y su tan, Alfaguara Infantil, 2005
- Siri y Mateo, Alfaguara Infantil, 2006
- El moco de Clara, Alfaguara Infantil, 2010
- El gran Hugo, Alfaguara Infantil, 2012
- La vida sin Santi, con ilustraciones de Francisco Javier Olea; Fondo de Cultura Económica, 2014

## Premios y reconocimientos
- 1986: Mención honrosa en el concurso Cuentos de mi país
- 1988: Mención honrosa en el concurso El cuento feminista latinoamericano
- 1989: Mención honrosa en el concurso Juegos literarios Gabriela Mistral por el cuento De momentos y nostalgias
- 1990: Segundo premio en el concurso Encuentro Nacional de Arte
- 2007: Mejor libro en la categoría autor por la sección nacional de la Organización Internacional para el Libro Infantil y Juvenil IBBY por Eva y su tan
- 2007: Premio Mejores Obras Literarias Publicadas 2006 por el cuentario No decir (Consejo Nacional del Libro y la Lectura)
- 2012: Premio Marta Brunet del Consejo Nacional de la Cultura y las Artes
- 2013: Premio Altazor, categoría de literatura para niños y jóvenes por El gran Hugo